# Gunungaci
Gunungaci is een bestuurslaag in het regentschap Kuningan van de provincie West-Java, Indonesië. Gunungaci telt 802 inwoners (volkstelling 2010).